# Athens (Teksas)
Athens – miasto w Stanach Zjednoczonych, w stanie Teksas, największe w hrabstwie Henderson. Według danych z 2023 roku liczy 13,5 tys. mieszkańców i jest silnie zróżnicowane etnicznie. 